# Creepypasta
Creepypasta è un fenomeno di Internet derivato dalla pratica del copypasta connotato da tematiche horror e in seguito diffusi su Internet, attraverso forum, social network, siti dedicati o tramite altre forme di diffusione digitale, in particolare alla imageboard di 4chan.
Il termine deriva dall'unione di "creepy", che tradotto in italiano significa "raccapricciante" oppure "inquietante", per evidenziare la particolare natura di queste storie, con lo scopo di intimorire o/e affascinare il lettore, e paste che in inglese significa "incolla", ricalcando il modello di "copypasta".

## Storia
L'utilizzo della parola è stato riscontrato su 4chan dal 2006 in poi, il fenomeno iniziò a diffondersi con rilevanza sullo stesso sito dalla seconda metà del 2007 Il fenomeno crebbe tanto da distribuirsi anche su forum e siti dedicati, sia assorbendo altri fenomeni della rete, come le leggende metropolitane e soprattutto il fotoritocco di tipo horror, dal quale ha avuto origine Slender Man nel 2009. Secondo la rivista TIME, il genere ha avuto il suo apice nel 2010, quando sulla copertina del The New York Times fu pubblicato un articolo inerente al fenomeno che spopolava sulla rete.
L'influenza del fenomeno fu preso ancora di più in considerazione dai mass media nel 2014 con il caso dell'accoltellamento di "Slender Man" in cui due ragazzine di dodici anni residenti nella Contea di Waukesha in Wisconsin, accoltellarono una loro coetanea: le due carnefici hanno affermato che volevano dimostrare agli scettici che lo Slender Man esisteva realmente. Dopo il tentativo di omicidio, alcuni amministratori di siti web creepypasta rilasciarono una dichiarazione ai lettori e ai visitatori del sito in cui si affermava che le storie presenti nel sito non sono reali, sono solo opere di fantasia. Nel luglio del 2014 Shira Chess, un'assistente professore di arti dei mass media presso l'Università della Georgia, ha paragonato il fenomeno creepypasta ad eventi di tipo folcloristico. Tuttavia la ricercatrice nota che invece di essere tramandata oralmente attraverso diverse generazioni, come avveniva per questo tipo di culti popolari che riguardavano miti, fiabe e leggende, i racconti del genere vengono invece creati on-line e trasmessi in forma scritta entro poche ore o pochi giorni.
Il fenomeno delle creepypasta è tornato sotto gli occhi dei media mainstream nel 2016, con il caso di Blue Whale. Nel novembre nel 2015 un'adolescente russa pubblicò un selfie poco prima di commettere suicidio; poco tempo dopo, una giornalista del periodico russo Novaja Gazeta pubblicò un articolo al riguardo in cui sosteneva l'esistenza di gruppi di adescamento di ragazzini che agivano attraverso l'utilizzo dei social media e il cui intento era di spronare i partecipanti al "gioco" della Blue Whale a compiere atti di autolesionismo e, infine, il suicidio. Sebbene il fenomeno sia stato probabilmente niente più che una leggenda metropolitana, il sensazionalismo dei media ha causato una vera psicosi sul tema. In Italia, il caso è stato amplificato soprattutto dal coinvolgimento del programma Le Iene, che mandarono in onda un servizio - subito divenuto virale - in cui si documentavano i tragici risvolti della challenge con dei video, che si dimostrarono poi essere falsi o non connessi alla Blue Whale. Un simile fenomeno si registrò più tardi, nel 2018, con il caso di Momo, un'altra challenge in cui quest'entità malefica di nome Momo, se contattata in un certo orario della notte, avrebbe spinto a compiere atti violenti e autolesionisti; il fenomeno fu coperto da molte testate, ma nessun caso riportato è stato mai dimostrato avere alcun legame reale con la challenge di Momo.

## Descrizione
Con creepypasta si intende un qualsiasi racconto dell'orrore pubblicato e diffuso su internet. La maggior parte di queste opere letterarie sono difficilmente riconducibili ad un definito autore perché create da utenti anonimi; dal punto di vista dei contenuti queste storie sono totalmente inventate, oppure traggono spunto da leggende metropolitane o infine da fatti realmente accaduti, presentando tematiche horror sovente circondate da mistero.